# Elymnias leontina
Elymnias leontina är en fjärilsart som beskrevs av Hans Fruhstorfer 1899. Elymnias leontina ingår i släktet Elymnias och familjen praktfjärilar. Inga underarter finns listade i Catalogue of Life.